# I (chiffre romain)
Cette page contient des caractères spéciaux ou non latins. S’ils s’affichent mal (▯, ?, etc.), consultez la page d’aide Unicode.
I (bas-de-casse i) représente l'unité (le nombre 1) dans la numération romaine. Il est habituellement représenté par la lettre I.

## Représentations informatiques
Le chiffre romain I peut être représenté avec les caractères Unicode suivant :
- lettre latine I majuscule I : U+0049
- lettre latine I minuscule i : U+0069
- chiffre romain un Ⅰ : U+2160
- chiffre romain minuscule un ⅰ : U+2170

La lettre latine I (U+0049 et U+0069) est habituellement recommandée. Les chiffres romains un (U+2160 et U+2170) ayant été codés dans Unicode pour compatibilité avec des codages est-asiatiques, ils peuvent être utiles dans des textes verticaux conservant leur orientation ou lorsque leur largeur doit être uniforme.